# Yū Shimaka
Yū Shimaka (jap. 島香 裕 Shimaka Yū; ur. 6 maja 1949, zm. 10 października 2019) – japoński seiyū i aktor dubbingowy powiązany z firmami Production Baobab i Production Aigumi. Był oficjalnym japoński głosem Goofy'ego w wielu produkcjach z udziałem tej postaci. Zmarł w 2019 roku w wieku 70 lat na atak serca.

## Wybrane role
- 1987: Zillion – Nick
- 1989: Piotruś Pan – Sinistra Minion B
- 1990: Robin Hood – Bishop Hartford
- 1992: Uchū no kishi Tekkaman Blade – Goddard/Tekkaman Axe
- 1992: Shin-chan – Picasso
- 1992: Yu Yu Hakusho –
  - Genbu,
  - Gokumonki,
  - Butajiri
- 1993: Doraemon – ojciec Giana
- 1994: Kombinezon bojowy Gundam Wing – inspektor Acht
- 1998: Cowboy Bebop – Piccaro Calvino
- 2001: Grappler Baki – Toma Manuto
- 2003: Pecola – burmistrz Papazoni
- 2004: Keroro gunsō – Kakukaku
- 2006: Code Geass: Lelouch of the Rebellion – Ryoga Senba
- 2006: Ergo Proxy – Barkley
- 2006: Demashita! Powerpuff Girls Z – sprzedawca ramen
- 2008: Stich! – Święty Mikołaj